# Sainte-Croix-en-Plaine

Sainte-Croix-en-Plaine este o comună în departamentul Haut-Rhin din estul Franței. În 2009 avea o populație de 2.661 de locuitori.

## Evoluția populației
| An        | 1975  | 1982  | 1990  | 1999  | 2006  | 2009  |
| --------- | ----- | ----- | ----- | ----- | ----- | ----- |
| Populație | 2.014 | 1.933 | 1.895 | 2.121 | 2.493 | 2.661 |